# Symphonie no 89 de Joseph Haydn
La Symphonie no 89 en fa majeur Hob. I:89 est une symphonie du compositeur autrichien Joseph Haydn. Elle fut composée en 1787 et s'inspire en partie du 5e concerto pour deux lyres de Haydn. Elle est en quatre mouvements.

## Analyse de l'œuvre
1. Vivace, en fa majeur, à , 171 mesures
2. Andante con moto, en do majeur, à 
, 76 mesures
3. Menuet, en fa majeur, à 
, 68 mesures
4. Vivace, en fa majeur, à 
, 210 mesures

Durée approximative : 20 minutes.

## Instrumentation
- Une flûte, deux hautbois, deux bassons, deux cors, cordes.